# Li Ruzhen
Li Ruzhen (李汝珍S, Lǐ RǔzhēnP, zi: 松石S, SōngshíP, hao: 松石道人S, Sōngshí DàorénP; Pechino, c. 1763 – 1830) è stato uno scrittore e fonologo cinese d'epoca Qing.
È l'autore del romanzo Jinghua Yuan (鏡花緣) o Fiori nello specchio. Scrisse anche Lishi Yinjian (李氏音鑑), un libro sulla fonologia cinese, e compilò Shou zi pu (受子譜), un'importante qipu di weiqi.
Jinghua Yuan, completato nel 1827, è un romanzo di fantasia ed erudizione diviso in 100 capitoli. Nella prima parte del romanzo, il protagonista viaggia per paesi fantastici che ricordano quelli menzionati nello Shan Hai Jing; con questo pretesto l'autore critica aspramente la società cinese del periodo. La seconda metà dell'opera è uno sfoggio dell'erudizione di Li, ed è letta più come un'enciclopedia che un romanzo.
Il Lishi Yinjian, nella linea della tradizione della tavola di rima, comprende grafici di sillabe innovative e allo stesso tempo confuse. Come il romanzo di Li, questa è un'opera di erudizione, citando più di 400 opere. È preziosa per la sua registrazione del sistema fonologico del pechinese di allora.
Già da giovane Li era caratterizzato da una natura ribelle. Era fortemente contrario allo stile fisso di composizione (il saggio in otto parti) che i candidati dovevano imparare per passare gli esami imperiali. Pertanto, dopo aver ottenuto il grado di xiucai (il livello minore nella gerarchia degli esami) divenne un funzionario di basso rango. Tuttavia, la sua posizione non implicò la sua inattività; Li era un eclettico, con competenze in astrologia, medicina, matematica, musica, retorica, poesia, calligrafia e pittura. Le sue conoscenze in tutti questi campi sono ampiamente rispecchiate nel suo Jinghua Yuan.